# كارل غيري
كارل غيري (بالإنجليزية: Karl Geary)‏ مواليد 31 مايو 1972 في دبلن، هو ممثل وكاتب سيناريو أمريكي.

## الأعمال
- الجنس والمدينة (1998) (بدور: تومي)
- هستيريا — ذا ديف ليبارد ستوري (2001) (بدور: ستيف كلارك)

## روابط خارجية
- كارل غيري على موقع IMDb (الإنجليزية)
- كارل غيري على موقع قاعدة بيانات الفيلم (الإنجليزية)